# Enzo Gragnaniello
Enzo Gragnaniello (Nápoles, 20 de outubro de 1954) é um compositor e cantor italiano.

## Biografia
Compõe as primeiras canções com 18 anos, as quais aludem ao único universo que conhece. Histórias ouvidas em hospedarias de quem havia participado da guerra, histórias dos emarginados, dos que passam a vida nas prisões e dos que se refugiam na bebida. São canções de amor e de raiva, mas contando sempre com a esperança e a personalíssima interpretação.
Em 1977, junto a Gennaro De Rosa, Lorenzo Piombo, Roberto Porciello, Francesca Veglione, forma o grupo musical Banchi Nuovi, nome ligado aos Desocupados Organizados, cujo grupo também fazia parte Gragnaniello. Canta as primeiras canções (autores Piombo e Porciello), entre as  quais, O scippatore.
Enzo funda esse grupo com o intuito de aproximar-se, com as devidas diferenças, à redescoberta das raízes populares da música e da música napolitana. Essa primeira experiência de música engajada leva Enzo a participar, em 1976, de importante Festival, em Berlim, dedicado às tradições populares, e sucessivamente a publicar os seus primeiros álbuns: Enzo Gragnaniello, de 1983, e Salita Trinità degli Spagnoli, de 1985, cujo título se inspira no nome da rua de Nápoles onde Enzo vivia, localizada nos bairros espanhóis.
Em 1986, vence o Prêmio Tenco, feito em homenagem a Luigi Tenco, reconhecimento que obterá também em 1990 e 1999.
Seu percurso musical Gragnaniello tem continuidade nos álbuns seguintes: Fujente, de 1990, Veleno, mare e Ammore, de 1991. Ambos os trabalhos cantados em napolitano. Os sucessivos: Un mondo che non c'è, de 1993 e, Cercando il sole, del 1994, confirmam Gragnaniello come excelente autor de músicas escritas em italiano.  Numerosas são as colaborações com outros artistas come autor: para Mia Martini escreve Stringi di più e donna. Em 1991, relança a canção napolitana moderna com a canção Cu'mmè que interpreta com Mia Martini e Roberto Murolo. A música atinge uma tal popularidade a ponto de ser traduzida em vários idiomas (fica conhecida na Espanha, Grécia e Brasil, onde ganha uma versão cantada por Zizi Possi). Em 1994, é escolhida trilha sonora para o spot televisivo do G7 que ocorre em Nápoles.
Em 1991, escreve Sta musica, canção que Roberto Murolo interpreta junto a Consiglia Licciardi no álbum Na Voce 'na Chitarra e que alcança um discreto sucesso.
Em setembro de 1998, inicia uma nova aventura para Gragnaniello. Através da etiqueta discográfica Sugar, publica um álbum intiramente instrumental, o qual convergem os sons sacros e rituais da música étnica, intitulado Neapolis Mantra, disco realizado inteiramente no Maschio Angioino de Nápoles com a colaboração de Principe e Socio M.
Em 1999, Enzo participa do 49º Festival de Sanremo com a canção Alberi, interpretada com a extraordinária participação de Ornella Vanoni. Se trata de uma antecipação do novo álbum lançado nos primeiros dias de março, Oltre gli alberi. A atividade de Gragnaniello como compositor é posteriormente enriquecida com O mare e tu, uma canção escrita para Andrea Bocelli, que a interpreta em dueto com Dulce Pontes, no álbum do cantor e tenor italiano intitulado Sogno. Enzo promove uma série de concertos no Teatro San Carlo de Nápoles que abre pela primeira vez as portas para um cantor pop. O livro, contendo um CD, Dai Quartieri al San Carlo é editado pela RAI-ERI. Em outubro de 1999 vence pela terceira vez o Prêmio Tenco como melhor disco.
Em 2000, faz parte do elenco de Aitanic, um filme de Nino D'Angelo, o qual interpreta um taxista.
Além disso, junto ao grupo La Famiglia algumas músicas, entre as quais, Suonn', sott' e 'ngopp, Odissea e 'O mare e tu.
Em 2001, Enzo publica Balìa, uma produção artística contendo arranjos de Nuccio Tortora. O álbum apresentada em toda Itália e no exterior, é publicado pela Multivision Entertainment e distribuído pela Epic-Sony Music.
Em 2003, da colaboração com James Senese nasce o álbum Tribù e Passione, no qual os dois artistas emergem nas raízes da canção napolitana promovendo arranjos modernos. Do disco ocorrerá, posteriormente a turnê no exterior. No fim do verão de 2003. Enzo escreve Cosa vuoi di più (A. Guida Editore), um livrinho que contém um ajuntamento de reflexões e pensamentos de liberdade, pequenas gravurs e poucas palavras para exprimir sensações e emoções.
Em 2005, a banda Il Giardino dei Semplici interpreta, uma música para eles escrita, de título L'Apparenza, publicado na antologia Trenta.
Em maio de 2007 se reapresenta novamente, triunfando, na manifestação Viva Napoli.
Quanto mi Costa é o penúltimo disco de Enzo, um trabalho que pela sonoridade pode ser considerado World Music sem renunciar ao sentimento e à originalidade própria do artista. Um percurso criativo que depois de alguns anos o leva à publicação de L'Erba Cattiva, um álbum decididamente maduro.
Em 23 de fevereiro de 2008 participou do concerto Munnezza Day, em Nápoles, na Praça Dante, e no término de sua exibição interpretou Cu'mme suscitando grande comoção dos napolitanos presentes.
Em 4 de novembro de 2009 participa do espetáculo Omaggio a Sergio Bruni, ligado ao Prêmio Villaricca Sergio Bruni, duetando com Mario Trevi a canção Indifferentemente. Em 2010, recebeu o prêmio Artístico Cultural e Musical Armando Gill (Michele Testa).
Em 2011, lança o álbum Radice contendo doze músicas inéditas em língua napolitana. A única exceção é o brano Indifferentemente, revisitado de maneira passional e rítmica. Em 2013, é lançado Live, o primeiro de sua carreira ao vivo.

## Discografia

### Álbuns
- 1983 - Enzo Gragnaniello (DDD, 25738)
- 1985 - Salita Trinità degli Spagnoli (DDD, 26459)
- 1990 - Fujente
- 1991 - Veleno mare e ammore
- 1993 - Un mondo che non c'è
- 1994 - Cercando il sole
- 1996 - Posteggiatore abusivo
- 1996 - Continuerò
- 1998 - Neapolis mantra
- 1998 - Canzoni di rabbia canzoni d'amore
- 1999 - Oltre gli alberi
- 1999 - Dai Quartieri al S.Carlo
- 2001 - Balìa
- 2003 - Tribù e passione (com James Senese)
- 2003 - The Best of Enzo Gragnaniello
- 2005 - Quanto mi costa
- 2007 - L'Erba Cattiva
- 2011 - Radice
- 2013 - Live (Hydra Music)